# وییه کولو
وییه کولو (به صربی: Vilje Kolo) یک منطقهٔ مسکونی در صربستان است که در لسکواس واقع شده‌است. وییه کولو ۱۱ نفر جمعیت دارد.